# 版纳甜龙竹
版纳甜龙竹（学名：Dendrocalamus hamiltonii）为禾本科牡竹属下的一个种。

## 扩展阅读
- 維基物種上的相關：版纳甜龙竹